# Gonomyia (Leiponeura) intrepida
Gonomyia (Leiponeura) intrepida is een tweevleugelige uit de familie steltmuggen (Limoniidae). De soort komt voor in het Australaziatisch gebied.